# Aiguilles
 Aiguilles  (en occitano Agulhas) es una comuna y población de Francia, en la región de Provenza-Alpes-Costa Azul, departamento de Altos Alpes, en el distrito de Briançon. Es la cabecera y mayor población del cantón homónimo. Está integrada en la Communauté de communes du Queyras-l'Escarton du Queyras.

## Demografía
| 324 | 300 | 250 | 249 | 275 | 310 | 377 | 441 |
| Para los censos de 1962 a 1999 la población legal corresponde a la población sin duplicidades (Fuente: INSEE [Consultar]) |     |     |     |     |     |     |     |